# 프레젠테이션

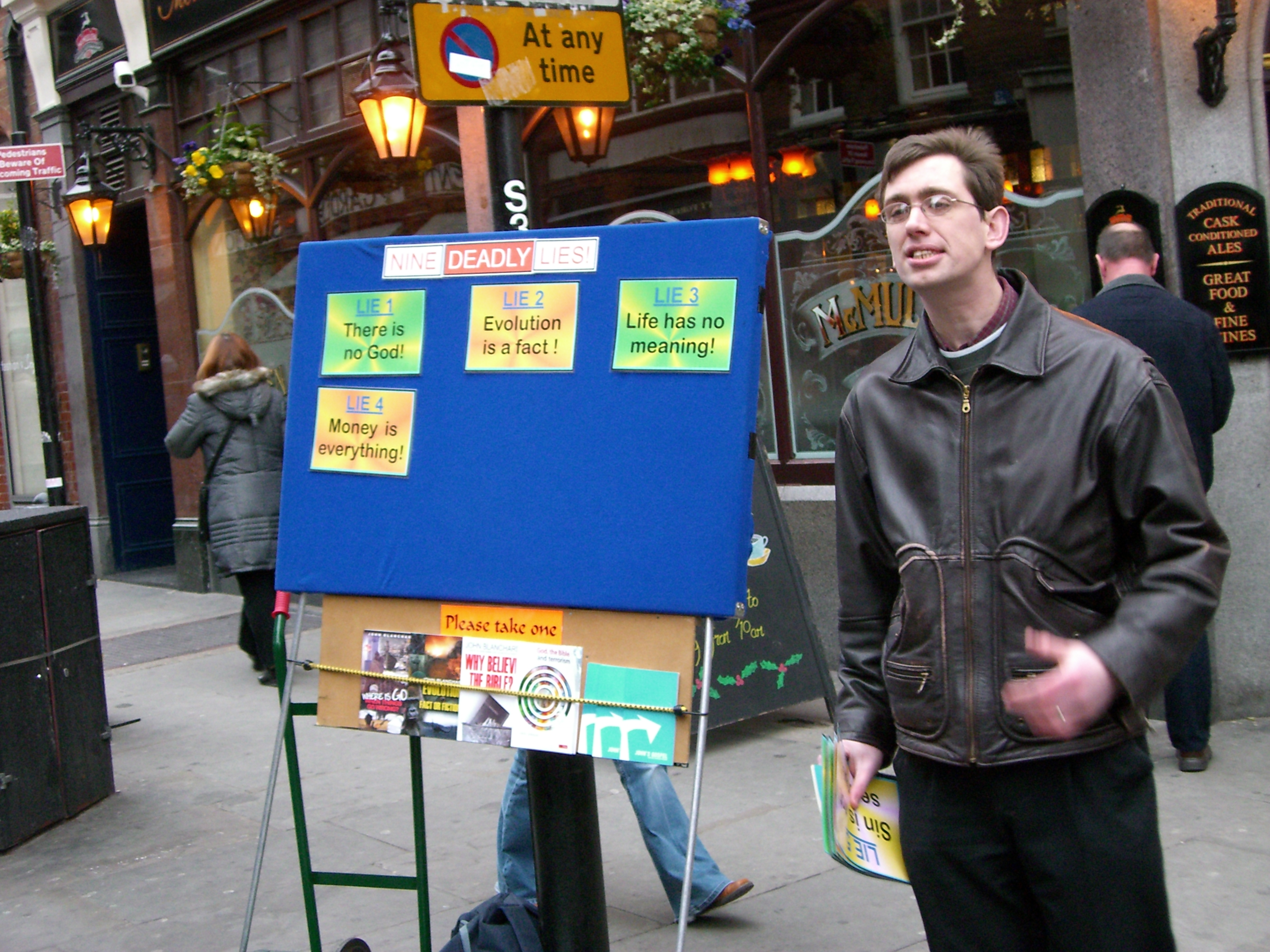
거리에서 프레젠테이션 방식을 사용하는 코벤트 가든(Covent Garden)의 목사

프레젠테이션(영어: presentation) 또는 시청각 설명회(視聽覺說明會)는 듣는 이에게 정보, 기획, 안건을 제시하고 설명하는 행위를 가리킨다. 즉 시청각 자료를 활용한 발표라고 할 수 있다.  간단히  발표라고도 하며, PT로 줄여서 말하기도 한다.

## 정의 및 다듬은말의 정립 문제
- 국립국어원은 2007년 7월, 프레젠테이션이라는 쓰임말(용어)을 사용하지 말고 시청각설명회라는 쓰임말을 사용할 것을 권고하였다.[3][4] 그러나 현재 거의 쓰이지 않고 있다.[5]
- 프레젠테이션은 단순히 발표 또는 그에 따른 방식을 가리키며[6] 반드시 시청각을 동원하여야 하는 것은 아니다.
- 영어권에서는 presentation의 발음을 "프레젠테이션"과 "프리젠테이션" 모두 허용하지만[7] 대한민국에서는 국어사전[8]과 일반 IT 용어사전[9]에서 "프레젠테이션"을 표준으로 삼고 있다.

## 프레젠테이션에 사용하는 보조 기재
기업 등의 환경에서는 프레젠테이션을 함으로써 계획안이 실제의 계획에 오를 수 있는지 아닌지가 결정된다. 특히 그 성공 여부에 따라 엄청나게 비싼 광고비가 움직이는 일도 있으므로, 최신의 업무 도구를 이용하는 것이 일반적이다. 오늘날에는 아래의 보조 기재들이 널리 이용되고 있다.
- 개인용 컴퓨터
  - 프레젠테이션 소프트웨어
  - 워드 프로세서 소프트웨어
  - 스프레드시트 소프트웨어
  - 사진 제작 소프트웨어
  - 영상 캡처 (하드웨어)
  - 동영상 편집 소프트웨어
  - HTML/텍스트 에디터와 웹 브라우저
- 영상 프로젝터
  - 영상용 스크린
  - 레이저 포인터
- 페이지 프린터
- 제본 장치

이러한 보조 기재들을 자주 사용하는 기업에서는 자사에서 보유하고 있는 경우도 있지만, 일부는 다른 업체로부터 빌리는 경우도 있다. 특히, 한 해에 몇 번 정도밖에 하지 않는 대규모 발표 장소에서는 높은 성능으로 큰 화면에 나타낼 수 있는 렌탈 보조 기재가 쓰인다.

## 같이 보기
- 강의
- 프레젠테이션 소프트웨어